# Лома-Линда
Лома-Линда (англ. Loma Linda, от испанского «Прекрасный холм») — город в округе Сан-Бернардино, Калифорния, США, основанный в 1970 году. В 2000 году в городе проживал 18681 человек. Центральная часть города известна как «холмистый город» (Mound City), а восточная часть — как Брин-Маур (Bryn Mawr).
Вследствие декларируемой высокой пропорции долгожителей, Лома-Линда относится к «голубым зонам».

## Ближайшие муниципалитеты
На данной диаграмме обозначены муниципалитеты, расположенные в радиусе 16 километров от Лома-Линды.